# Saariselkä (by)

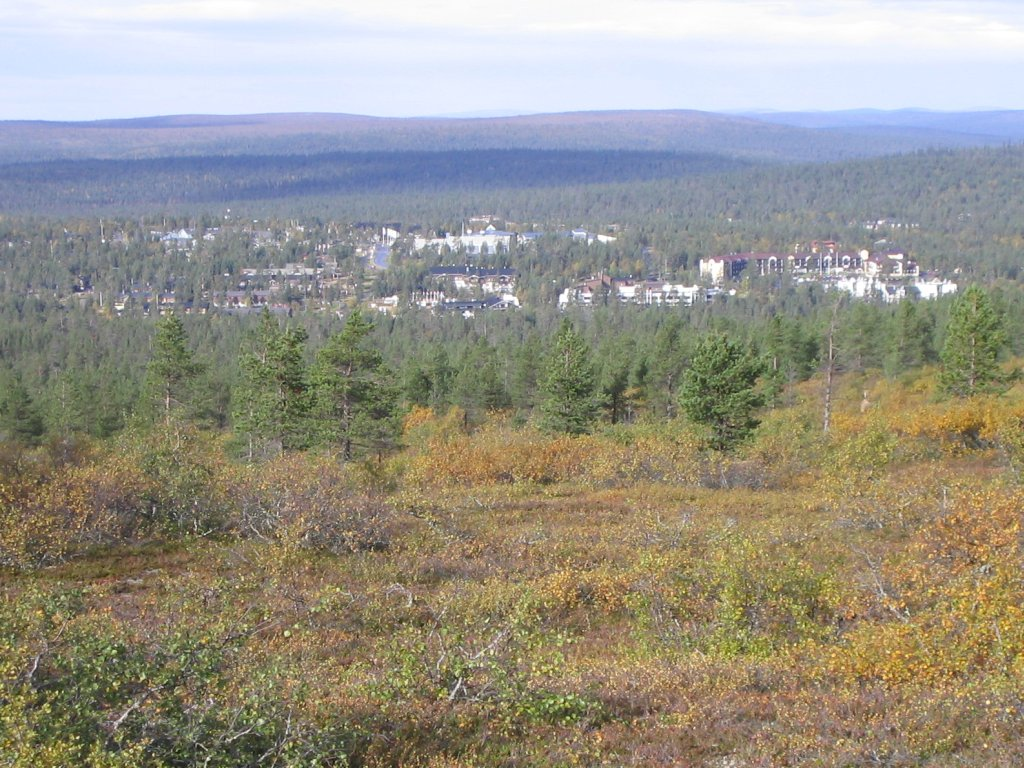
Saariselkä by, sedd från berget Iisakkipää

Saariselkä (nordsamiska: Suoločielgi) är en by i Enare kommun i Lappland i Finland. Byn ligger i den västra delen av bergsområdet Saariselkä. Byn Saariselkä är en populär turistdestination. De två bergen invid byn, Kaunispää och Iisakkipää, har slalombackar.